# Friesen (Thurnau)
Friesen ist ein Gemeindeteil des Marktes Thurnau im Landkreis Kulmbach (Oberfranken, Bayern).

## Geographie
Der Weiler bildet mit Thurnau eine geschlossene Siedlung und ist mittlerweile in der Friesenstraße aufgegangen. Diese führt in Richtung Nordosten zum Oberen Markt (= Kreisstraße KU 28) bzw. in Richtung Nordwesten in die Schorrmühlestraße übergehend zur Berndorfer Straße (Staatsstraße 2689). Friesen liegt am Breitenwieser Graben, der etwas weiter westlich als rechter Zufluss in den Aubach mündet.

## Geschichte
Der Ort wurde nach 1925 auf dem Gemeindegebiet von Thurnau gegründet und zunächst als „Milzau“ bezeichnet.

### Einwohnerentwicklung
| Jahr      | 001950 | 001961 | 001970 | 001987 |
| Einwohner | 37     | 10     | 8      | 9      |
| Häuser    | 5      | 4      |        | 6      |
| Quelle    | [ 4 ]  | [ 6 ]  | [ 7 ]  | [ 1 ]  |

## Religion
Die Einwohner evangelisch-lutherischer Konfession sind nach St. Laurentius (Thurnau) gepfarrt.